# PITCHf/x
PITCHf/xとは、スポーツビジョンによって作成された、野球の投手の投球速度や投球軌道を追跡するスピード測定器システムである。2006年にメジャーリーグベースボール（MLB）のポストシーズンゲームから導入され、2017年にスタットキャストシステムに移行するまで利用された。MLB全球団の本拠地球場に設置されている。

## 概要
野球場に取り付けられたマウンドから本塁までの投手の投球の球速、マグヌス効果によって引き起こされる変化の量、リリースポイント、スピン量、本塁上を通過した時にストライクゾーン内に入っているか位置を追跡するシステムである。メジャーリーグベースボール公式のオンラインサイトであるGamedayでほぼ毎試合公開されていた。Gamedayで表示されるBRK量は実際の球の軌道と、リリースポイントから本塁に達した時の球の位置を結んだ直線との距離の最大差を表す指標である。カーブは速球より大きな値になる。表示されるもう1つのPFX量は実際の投球の本塁上での位置と、投手が無回転で同じように投げた場合に想定される本塁上での球の位置の距離を表す指標である。スピン量が多い投手は数値が高くなる。
2006年のポストシーズンゲームと2007年シーズンは本塁から40、45、50、55フィート地点と様々に計測された。2008年からは45フィート地点計測の2009年8月を除き、すべて50フィート地点からの計測値で統一されている。
2007年の時点で、メジャーリーグの全30球団の本拠地球場に設置されるようになっていた。しかし、2010年4月にカンザスシティ・ロイヤルズ所属の投手は本拠地であるカウフマン・スタジアムではそれ以外の球場で計測されるよりも球速が約2mph（約3.2km/h）ほど速く計測されていることが指摘されているように、各球場の補正値の整合性が取れているかという点では疑問の声もあった。
これまでに計測された最高球速は、当時シンシナティ・レッズ所属のアロルディス・チャップマンが記録した105.1mph（約169.1km/h）である。